# Tico-tico-do-tepui
Tico-tico-dos-tepuis ou tico-tico-do-tepui (Atlapetes personatus) é uma espécie de ave da família Emberizidae.
Pode ser encontrada nos seguintes países: Brasil, Guiana e Venezuela. Seus habitats naturais são: regiões subtropicais ou tropicais húmidas de alta altitude.